# Coppa del Re 2014-2015 (fase finale)
Questa voce raccoglie un approfondimento sulle gare della fase finale dell'edizione 2014-2015 della Coppa del Re.

## Sedicesimi di finale

### Andata
| Arbitro: | Santiago Jaime Latre (Comitato aragonese) |

|           |           |                                             |
| Muñoz 19’ | Marcatori | 9’, 35’ Varane 53’ J. Hernández 75’ Marcelo |

| Arbitro: | Inaki Bikandi Garrido (Comitato Asturiano) |

|            |           |                                                                                  |
| Forgàs 75’ | Marcatori | 28’ Kolodziejczak 43’, 60’, 90+3’ (rig.) Iago Aspas 67’ (rig.) Gameiro 70’ Reyes |

| Arbitro: | Eduardo Prieto Iglesias (Comitato Navarro) |

|            |           |               |
| Ferrón 32’ | Marcatori | 90+1’ Viguera |

| Arbitro: | Alberto Undiano Mallenco (Comitato Navarro) |

|  |           |                   |
|  | Marcatori | 35’, 90+3’ Stuani |

| Arbitro: | Carlos Velasco Carballo (Comitato Madrileno) |

|                         |           |                       |
| Hernán 23’ M. Silva 79’ | Marcatori | 83’ (rig.) Santi Mina |

| Valladolid 2 dicembre 2014, ore 22:00 CET | Real Valladolid                               | 0 – 0 referto | Elche | José Zorrilla (17.430 spett.)\| Arbitro: \| Pedro Jesús Pérez Montero (Comitato Andaluso) \| |
| Arbitro:                                  | Pedro Jesús Pérez Montero (Comitato Andaluso) |               |       |                                                                                              |

| Arbitro: | David Fernández Borbalán (Comitato Andaluso) |

|  |           |                                                  |
|  | Marcatori | 67’ Griezmann 80’ (rig.) Gabi 90+3’ C. Rodríguez |

| Arbitro: | Antonio Mateu Lahoz (Comitato valenzano) |

|           |           |             |
| Toché 68’ | Marcatori | 11’ Camacho |

| Arbitro: | Carlos Del Cerro Grande (Comitato madrileno) |

|  |           |                                               |
|  | Marcatori | 12’ Rakitić 15’ Iniesta 38’ Pedro 71’ Rafinha |

| Arbitro: | José Antonio Teixeira Vitienes (Comitato cantabro) |

|                |           |  |
| J. Córdoba 25’ | Marcatori |  |

| Arbitro: | Ignacio Iglesias Vilanueva (Comitato Galiziano) |

|            |           |                            |
| Arregi 47’ | Marcatori | 17’ G. Moreno 21’ N. Leiva |

| Oviedo 4 dicembre 2014, ore 20:00 CET | Real Oviedo                                   | 0 – 0 referto | Real Sociedad | Carlos Tartiere (9.028 spett.)\| Arbitro: \| Antonio Teixeira Vitienes (Comitato Cantabro) \| |
| Arbitro:                              | Antonio Teixeira Vitienes (Comitato Cantabro) |               |               |                                                                                               |

| Arbitro: | Mario Melero López (Comitato Andaluso) |

|               |           |                         |
| A. Moreno 36’ | Marcatori | 70’ Alcácer 85’ de Paul |

| Arbitro: | Javier Estrada Fernández (Comitato Catalano) |

|                |           |              |
| T. Moutinho 7’ | Marcatori | 68’ El Adoua |

| Arbitro: | Alejandro Hernández Hernández (Comitato di Las Palmas) |

|                              |           |  |
| Sarabia 63’, 74’ Vázquez 70’ | Marcatori |  |

| Arbitro: | Juan Martínez Munuera (Comitato Valenciano) |

|                                   |           |                                         |
| Castro 80’ Perquis 86’ Molina 90’ | Marcatori | 4’ Mané 5’ Dangda 29’ Quique 61’ Méndez |

### Ritorno
| Arbitro: | José Luis González (Comitato castiglianoleonese) |

|                                                          |           |  |
| J. Rodríguez 16’, 34’ Isco 31’ López 60’ (aut.) Jesé 77’ | Marcatori |  |

| Arbitro: | Jesús Gil Manzano (Comitato estremegno) |

|                                                  |           |                      |
| Gameiro 35’ Iago Aspas 58’, 59’, 62’ Dolofeu 80’ | Marcatori | 22’ (rig.) Collantes |

| Arbitro: | Fernando Teixeira Vitienes (Comitato cantabro) |

|                                          |           |            |
| Larrivey 19’ Santi Mina 50’ Orellana 89’ | Marcatori | 53’ Nauzet |

| Arbitro: | Santiago Jaime Latre (Comitato aragonese) |

|                                                |           |                                                    |
| Alcácer 7’, 65’ Morcilo 46’ (aut.) Rodrigo 71’ | Marcatori | 20’ Jozabed 23’ Pozuelo 38’ J. Pereira 61’ Embarba |

| Arbitro: | Eduardo Prieto Iglesias (Comitato navarro) |

|                                                                                       |           |               |
| Pedro 20’, 26’, 63’ Sergi Roberto 29’ Iniesta 39’ Adriano 68’ A. Taoré 78’ Sandro 83’ | Marcatori | 86’ C. Moreno |

| Arbitro: | Carlos Velasco Carballo (Comitato madrileno) |

|                      |           |             |
| Míchel 59’ Zongo 74’ | Marcatori | 78’ Perquis |

| Arbitro: | Alejandro Hernández Hernández (Comitato di Las Palmas) |

|              |           |  |
| Morillas 65’ | Marcatori |  |

| Valencia 17 dicembre 2014, ore 20:00 CET | Levante                                         | 0 – 0 referto | Albacete | Ciutat de Valencia (6.785 spett.)\| Arbitro: \| Ignacio Iglesias Vilanueva (Comitato galiziano) \| |
| Arbitro:                                 | Ignacio Iglesias Vilanueva (Comitato galiziano) |               |          | |

| Arbitro: | José Antonio Teixeira Vitienes (Comitato cantabro) |

|                       |           |                           |
| Piovaccari 55’ (rig.) | Marcatori | 22’ Vigaray 33’ D. Castro |

| Arbitro: | Iñaki Bikandi Garrido (Comitato basco) |

|                                  |           |  |
| Trigueros 55’ G. Moreno 78’, 88’ | Marcatori |  |

| Arbitro: | Alberto Undiano Mallenco (Comitato navarro) |

|                      |           |  |
| Finnbogason 27’, 61’ | Marcatori |  |

| Arbitro: | Alfonso Alvarez Izquierdo (Comitato catalano) |

|           |           |           |
| Andone 5’ | Marcatori | 60’ Mainz |

| Arbitro: | Javier Estrada Fernández (Comitato catalano) |

|                |           |  |
| A. González 7’ | Marcatori |  |

| Arbitro: | Mario Melero López (Comitato andaluso) |

|                    |           |                  |
| Mandžukić 19’, 74’ | Marcatori | 68’, 84’ Alcaraz |

| Arbitro: | Carlos Del Cerro Grande (Comitato madrileno) |

|             |           |  |
| Viguera 38’ | Marcatori |  |

| Arbitro: | Juan Martínez Munuera (Comitato valenciano) |

|                                           |           |                |
| Santa Cruz 51’, 68’ Recio 59’ Camacho 90’ | Marcatori | 57’ H. Postiga |

### Tabella riassuntiva
| Squadra 1           | Totale     | Squadra 2       | Andata | Ritorno |
| ------------------- | ---------- | --------------- | ------ | ------- |
| Deportivo La Coruña | 2 – 5      | Malaga          | 1 – 1  | 1 – 4   |
| Albacete            | 1 – 1(gfc) | Levante         | 1 – 1  | 0 – 0   |
| Las Palmas          | 3 – 4      | Celta Vigo      | 2 – 1  | 1 – 3   |
| Alcoyano            | 1 – 2      | Athletic Bilbao | 1 – 1  | 0 – 1   |
| Rayo Vallecano      | 5 – 6      | Valencia        | 1 – 2  | 4 – 4   |
| Alavés              | 0 – 3      | Espanyol        | 0 – 2  | 0 – 1   |
| Granada             | 2 – 1      | Córdoba         | 1 – 0  | 1 – 1   |
| Sabadell            | 2 – 11     | Siviglia        | 1 – 6  | 1 – 5   |
| Huesca              | 1 – 12     | Barcellona      | 0 – 4  | 1 – 8   |
| Real Valladolid     | 1 – 2      | Elche           | 0 – 0  | 0 – 1   |
| L'Hospitalet        | 2 – 5      | Atlético Madrid | 0 – 3  | 2 – 2   |
| Cornellà            | 1 – 9      | Real Madrid     | 1 – 4  | 0 – 5   |
| Cadice              | 1 – 5      | Villarreal      | 1 – 2  | 0 – 3   |
| Real Oviedo         | 0 – 2      | Real Sociedad   | 0 – 0  | 0 – 2   |
| Real Betis          | 4 – 6      | Almería         | 3 – 4  | 1 – 2   |
| Getafe              | 5 – 1      | Eibar           | 3 – 0  | 2 – 1   |

## Ottavi di finale

### Andata
| Arbitro: | Pedro Jesús Pérez Montero (Comitato andaluso) |

|                            |           |                                                 |
| Álex López 11’ Charles 54’ | Marcatori | 5’ San José 15’, 87’ (rig.) Aduritz 61’ Susaeta |

| Arbitro: | Alejandro Hernández Hernández (Comitato di Las Palmas) |

|                      |           |  |
| Juanpi 16’ Horta 78’ | Marcatori |  |

| Arbitro: | Jesús Gil Manzano (Comitato estremegno) |

|             |           |  |
| Čeryšev 72’ | Marcatori |  |

| Arbitro: | Carlos Clos Gómez (Comitato aragonese) |

|                           |           |  |
| R. García 58’ Jiménez 76’ | Marcatori |  |

| Arbitro: | José Luis González (Comitato castiglianoleonese) |

|                  |           |                  |
| Verza 59’ (rig.) | Marcatori | 21’ (aut.) Verza |

| Arbitro: | Alberto Undiano Mallenco (Comitato navarro) |

|                              |           |            |
| Gayá 11’ Negeredo 86’ (rig.) | Marcatori | 60’ Stuani |

| Arbitro: | Antonio Mateu Lahoz (Comitato valenzano) |

|                |           |                         |
| Bangoura 90+3’ | Marcatori | 31’ Dolofeu 53’ Gameiro |

| Arbitro: | David Fernández Borbalán (Comitato andaluso) |

|                                                         |           |  |
| Neymar 34’, 59’ Suárez 39’ Messi 45’ (rig.) J. Alba 55’ | Marcatori |  |

### Ritorno
| Arbitro: | Ignacio Iglesias Vilanueva (Comitato galiziano) |

|                  |           |  |
| Caicedo 79’, 89’ | Marcatori |  |

| Arbitro: | José Luis González (Comitato castiglianoleonese) |

|                              |           |                     |
| Barral 71’, 74’ Juanfran 85’ | Marcatori | 22’ Horta 38’ Recio |

| Arbitro: | Juan Martínez Munuera (Comitato valenciano) |

|  |           |                                        |
|  | Marcatori | 48’ (aut.) Etxeita 61’ (rig.) Orellana |

| Arbitro: | Carlos Velasco Carballo (Comitato Madrileno) |

|                      |           |                           |
| Vela 45’ Granero 74’ | Marcatori | 26’ Moreno 72’ dos Santos |

| Arbitro: | Alfonso Alvarez Izquierdo (Comitato catalano) |

|             |           |  |
| Vázquez 76’ | Marcatori |  |

| Arbitro: | Carlos Clos Gómez (Comitato aragonese) |

|                                               |           |  |
| Gameiro 18’, 55’ Iago Aspas 27’ D. Suárez 64’ | Marcatori |  |

| Arbitro: | Antonio Mateu Lahoz (Comitato valenciano) |

|                             |           |                |
| S. Ramos 20’ C. Ronaldo 54’ | Marcatori | 1’, 46’ Torres |

| Arbitro: | Santiago Jaime Latre (Comitato aragonese) |

|  |           |                                                              |
|  | Marcatori | 20’ Mathieu 40’ Sergi Roberto 43’ (rig.) Pedro 90+1’ Adriano |

### Tabella riassuntiva
| Squadra 1       | Totale | Squadra 2       | Andata | Ritorno |
| --------------- | ------ | --------------- | ------ | ------- |
| Malaga          | 4 – 3  | Levante         | 2 – 0  | 2 – 3   |
| Celta Vigo      | 4 – 4  | Athletic Bilbao | 2 – 4  | 2 – 0   |
| Valencia        | 2 – 3  | Espanyol        | 2 – 1  | 0 – 2   |
| Granada         | 1 – 6  | Siviglia        | 1 – 2  | 0 – 4   |
| Barcellona      | 9 – 0  | Elche           | 5 – 0  | 4 – 0   |
| Atlético Madrid | 4 – 2  | Real Madrid     | 2 – 0  | 2 – 2   |
| Villarreal      | 3 – 2  | Real Sociedad   | 1 – 0  | 2 – 2   |
| Almería         | 1 – 2  | Getafe          | 1 – 1  | 0 – 1   |

## Quarti di finale

### Andata
| Arbitro: | Alejandro Hernández Hernández (Comitato di Las Palmas) |

|           |           |  |
| Bruno 85’ | Marcatori |  |

| Malaga 21 gennaio 2015, ore 22:00 CET | Malaga                                     | 0 – 0 referto | Athletic Bilbao | La Rosaleda (22.000 spett.)\| Arbitro: \| Eduardo Prieto Iglesias (Comitato navarro) \| |
| Arbitro:                              | Eduardo Prieto Iglesias (Comitato navarro) |               |                 |                                                                                         |

| Arbitro: | José Luis González González (Comitato castiglianoleonese) |

|           |           |  |
| Messi 85’ | Marcatori |  |

| Arbitro: | Jesús Gil Manzano (Comitato estremegno) |

|                                              |           |             |
| Caicedo 18’ S. García 74’ (rig.) Vázquez 81’ | Marcatori | 90+1’ Bacca |

### Ritorno
| Arbitro: | Jesús Gil Manzano (Comitato estremegno) |

|                                |           |                                   |
| Torres 1’ R. García 30’ (rig.) | Marcatori | 9’, 41’ Neymar 38’ (aut.) Miranda |

| Arbitro: | Fernando Teixieira Vitienes (Comitato cantabro) |

|  |           |            |
|  | Marcatori | 78’ Moreno |

| Arbitro: | Carlos Velasco Carballo (Comitato madrileno) |

|            |           |  |
| Aduriz 48’ | Marcatori |  |

| Arbitro: | Juan Martínez Munuera (Comitato valenzano) |

|               |           |  |
| Figueiras 88’ | Marcatori |  |

### Tabella riassuntiva
| Squadra 1  | Totale | Squadra 2       | Andata | Ritorno |
| ---------- | ------ | --------------- | ------ | ------- |
| Malaga     | 0 – 1  | Athletic Bilbao | 0 – 0  | 0 - 1   |
| Espanyol   | 3 - 2  | Siviglia        | 3 – 1  | 0 – 1   |
| Barcellona | 4 – 2  | Atlético Madrid | 1 – 0  | 3 – 2   |
| Villarreal | 2 – 0  | Getafe          | 1 – 0  | 1 – 0   |

## Semifinali

### Andata
| Arbitro: | Alejandro Hernández Hernández (Comitato di Las Palmas) |

|                                 |           |               |
| Messi 41’ Iniesta 49’ Piqué 64’ | Marcatori | 48’ Trigueros |

| Arbitro: | Carlos Del Cerro Grande (Comitato madrileno) |

|            |           |                |
| Aduriz 11’ | Marcatori | 35’ V. Sánchez |

### Ritorno
| Arbitro: | David Fernández Borbalán (Comitato andaluso) |

|                   |           |                           |
| J. dos Santos 39’ | Marcatori | 3’, 88’ Neymar 73’ Suárez |

| Arbitro: | Juan Martínez Munuera (Comitato valenzano) |

|  |           |                        |
|  | Marcatori | 13’ Aduriz 47’ Etxeita |

### Tabella riassuntiva
| Squadra 1       | Totale | Squadra 2  | Andata | Ritorno |
| --------------- | ------ | ---------- | ------ | ------- |
| Athletic Bilbao | 3 - 1  | Espanyol   | 1 - 1  | 2 - 0   |
| Barcellona      | 6 - 2  | Villarreal | 3 - 1  | 3 - 1   |

## Finale
La finale si è disputata il 30 maggio 2015 in gara unica al Camp Nou di Barcellona.
| Arbitro: | Carlos Velasco Carballo (Comitato madrileno) |

|                           |           |                 |
| Messi 20’, 74’ Neymar 36’ | Marcatori | 79’ I. Williams |

## Campione
| Campione Coppa del Re 2014-2015  |
| -------------------------------- |
| Futbol Club Barcelona 27º titolo |